# Strasbourg mon amour
Strasbourg mon amour est un événement qui se déroule à Strasbourg chaque année depuis 2013. 
Pour fêter la Saint-Valentin et mettre l'amour à l'honneur, des événements sont organisés dans toute la ville durant une dizaine de jours au mois de février. Soirées, concerts, spectacles, expositions ou encore conférences, décalés ou conventionnels, sont programmés sur le thème de l'amour.  

## Symbole de l'évènement

### Le café des amours

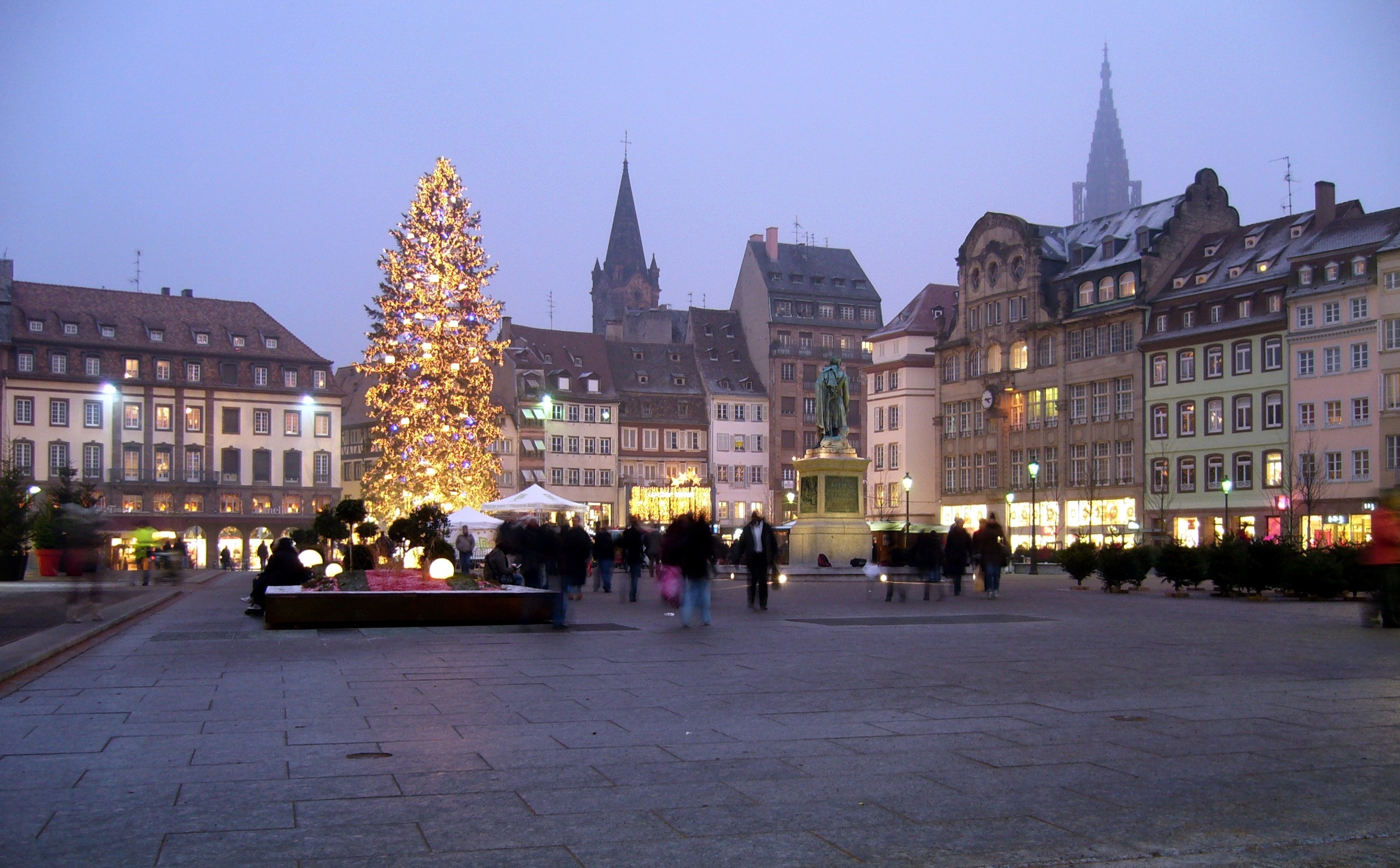
Place Kléber où s'installe Le Café des Amours

Installé pour la première fois durant l'édition 2016, ce chapiteau installé Place Kléber est devenu l'emblème de l'événement. C'est sous cette construction du centre-ville que se déroule une partie des manifestations.   